# Hanna Wronska
Hanna Oleksandriwna Wronska (* 7. August 1974 in Pomitschna, Oblast Kirowohrad, Ukrainische SSR) ist eine ukrainische Juristin und Politikerin. Wronska war 2016 kommissarische Ministerin für Ökologie und Naturressourcen der Ukraine.

## Leben
Hanna Wronska studierte von 1991 bis 1996 am Institut für Internationale Beziehungen der Nationalen Taras-Schewtschenko-Universität in Kiew an der Fakultät des internationalen Rechts. 1994 absolvierte sie eine Ausbildung an der Case Western Reserve University in Cleveland und war von 1996 bis 1999 Doktorand am Lehrstuhl für Rechtsvergleichung des Instituts für Internationale Beziehungen der Nationalen Taras-Schewtschenko-Universität.
1995 begann sie eine Karriere als Anwältin in verschiedenen Anwaltskanzleien.
Nach einer Umfrage der Ukrainische Anwaltskanzleien, Handbuch für ausländische Kunden zählte sie zu den 100 empfohlenen Anwälte in der Ukraine und nach der Studie Die Anwälte der Ukraine 2010/2011, Client-Choice zu den 100 besten Anwälten der Ukraine.
Von Mai 2015 bis zu ihrer Ernennung zur kommissarischen Ministerin im Februar 2016 war sie Stellvertretende Ministerin für Ökologie und Naturressourcen der Ukraine für die europäische Integration.
Am 3. Februar 2016 wurde Wronska zur kommissarischen Ministerin für Ökologie und Naturressourcen der Ukraine im zweiten Kabinett Jazenjuk ernannt. Mit dem Ende des zweiten Kabinetts Jazenjuk am 14. April 2016 endete auch ihre Amtszeit als kommissarische Ministerin und Ostap Semerak wurde als Minister für Ökologie und Naturressourcen eingesetzt.
Hanna Wronska spricht fließend ukrainisch, russisch und englisch.